# Pseudolitochira decharmoyi
Pseudolitochira decharmoyi is een krabbensoort uit de familie van de Pilumnidae. De wetenschappelijke naam van de soort is voor het eerst geldig gepubliceerd in 1915 door Bouvier.